# Nikolaus Friedrich von Thouret

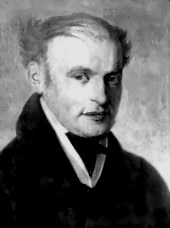
Nikolaus Friedrich von Thouret: Selbstporträt (Württembergisches Landesmuseum)

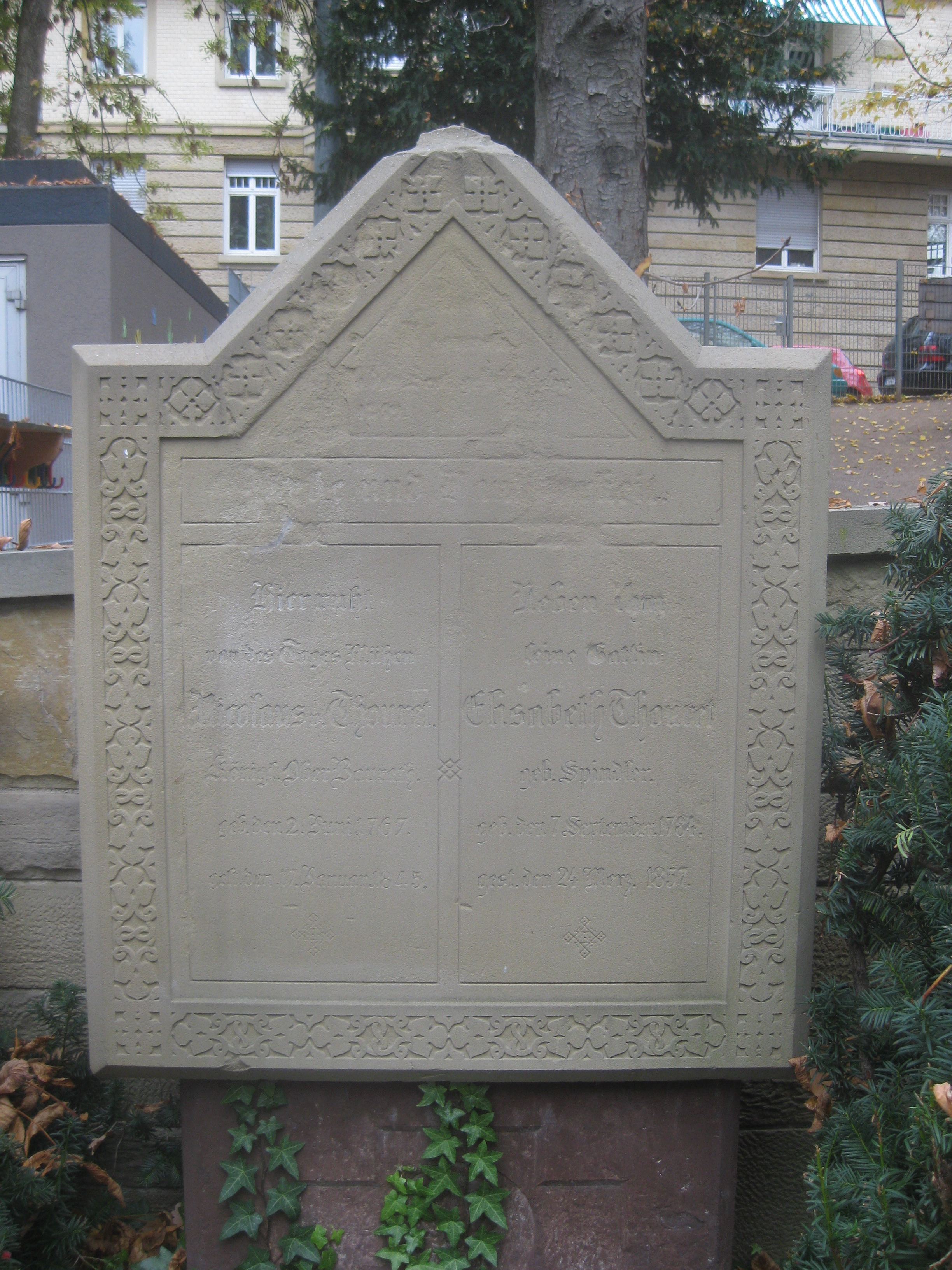
Grab auf dem Fangelsbachfriedhof in Stuttgart, Abteilung 08.

Nikolaus Friedrich Thouret, ab 1808 von Thouret, (* 2. Juni 1767 in Ludwigsburg; † 17. Januar 1845 in Stuttgart) war ein deutscher Architekt und Maler des Klassizismus. Er war vorwiegend in Württemberg tätig.

## Leben
Sein Vater Charles Ludwig Thouret (aus Dole in der Franche-Comté, 1724–1807) war Herzoglich Württembergischer Kammerdiener unter Carl Eugen, seine Mutter Eva Christiana (1736–1815) eine geborene Groz aus Stuttgart-Plieningen. Thouret wurde 1778 bis 1788 an der Hohen Karlsschule in Stuttgart als Hofmaler ausgebildet. Anschließend besuchte er 1789–1790 die Académie des beaux-arts in Paris. In Rom wurde er 1793 vom gleichaltrigen Friedrich Weinbrenner angeregt, Architektur zu studieren.
1800 wurde er Herzoglicher Hofbaumeister; er arbeitete vor allem unter Herzog Carl Eugen und König Friedrich I. als Innenarchitekt an zahlreichen Bauten und Schlössern. Zu Thourets Rivale entwickelte sich ab 1802 immer mehr Landbaumeister Carl Leonard von Uber. Der Konflikt mit Uber eskalierte 1803 als Thouret ein nachmals abgelehntes Rücktrittsgesuch an König Friedrich I. richtete.
1808 wurde Thouret mit dem Ritterkreuz des Zivilverdienstordens geehrt, das mit der Erhebung in den persönlichen Adelsstand verbunden war. 1816, mit dem Tode König Friedrichs I., endete Thourets Tätigkeit als Hofbaumeister.
Im Jahre 1829 wurde Thouret die unmittelbare Aufsicht über die neu gegründete, anfänglich mit der Real- und Gewerbe-Schule vereinigte K. Kunstschule übertragen, wobei er, ebenso wie Johann Heinrich Dannecker, unter dessen Vorsitz die oberste Direktion der Kunstschule stand, zusammen mit den Malern Eberhard von Wächter, Johann Friedrich Dieterich, Karl Jakob Theodor Leybold und Gottlob Friedrich Steinkopf die „Kunstzöglinge“ nicht nur in den „Kunstfertigkeiten, sondern auch und vielleicht noch mehr in der Bildung des Geschmacks, der Schärfung des Blickes, der Entwicklung, der Belebung und der Berichtigung des Kunstsinns“ zu unterweisen hatte. Bis in die frühen 1840er Jahre blieb Thouret mit der Vorstandschaft der Kunstschule betraut, bis in die Zeit, zu der sich die Gewerbe-Schule als Polytechnische Schule aus der räumlich beengten gemeinsamen Unterkunft im sog. „Offiziers-Pavillon“ (1807 von Thouret erbaut) in der Unteren Königstraße trennte und die Kunstschule zusammen mit den ihr zu Lehrzwecken zugeordneten staatlichen Kunstsammlungen einen Neubau, den Altbau der heutigen Staatsgalerie Stuttgart, bezog.
1845 wurde Thouret auf dem Fangelsbachfriedhof in Stuttgart-Süd bestattet.

## Werke
- 1796: Vollendung der 1785 durch Reinhard Ferdinand Heinrich Fischer begonnenen Arbeiten am Schloss Hohenheim
- 1798–1800: Auf Empfehlung Johann Wolfgang von Goethes wurde er nach Weimar zum Wiederaufbau des Weimarer Stadtschlosses berufen, wo er einige Räume klassizistisch ausgestaltete.
- 1800–01: Fassaden-Entwurf Goethe-Haus in  Weimar.
- 1800: Sigmundbrunnen, heute auf dem Wilhelmsplatz in Stuttgart
- Ausführung der klassizistischen Innenausbauten
  - 1805–1807: für das Neue Schloss in Stuttgart
  - 1804: für Schloss Monrepos in Ludwigsburg
  - für Schloss Solitude (Stuttgart)
- Anfang 1806: Plan für die königlichen Gartenanlagen zwischen dem Neuen Schloss Stuttgart und der Cannstatter Straße
- Ausführung klassizistischer Änderungen für das barocke Schloss Favorite in Ludwigsburg
- 1808 bis 1811: Bau der Domkirche St. Eberhard in Stuttgart
- 1811–1812: Ausstattung des Schlosstheaters im Residenzschloss Ludwigsburg
- 1818: Fruchtsäule als Wahrzeichen des ersten Cannstatter Volksfestes
- 1816: Vier Medici-Vasen im Marmorsaal des Ludwigsburger Schlosses
- 1820: Postplatzbrunnen am Rotebühlplatz in Stuttgart
- 1820: Wohnhaus für Obermedizinalrat Dr. Wilhelm von Ludwig, Friedrichstraße 20, Stuttgart[5]
- 1825–1826: Bau des Großen Kursaals in Cannstatt
- 1827: Katharinenhospital Stuttgart
- 1847: Graf-Eberhard-Bad (später Palais Thermal) in Bad Wildbad

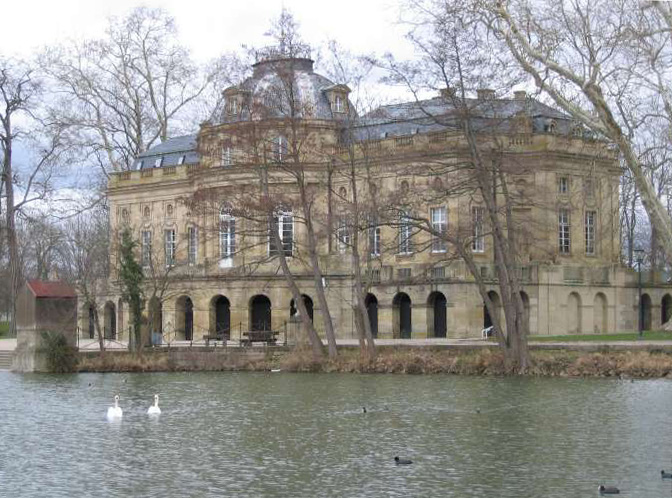
Seeschloss Monrepos
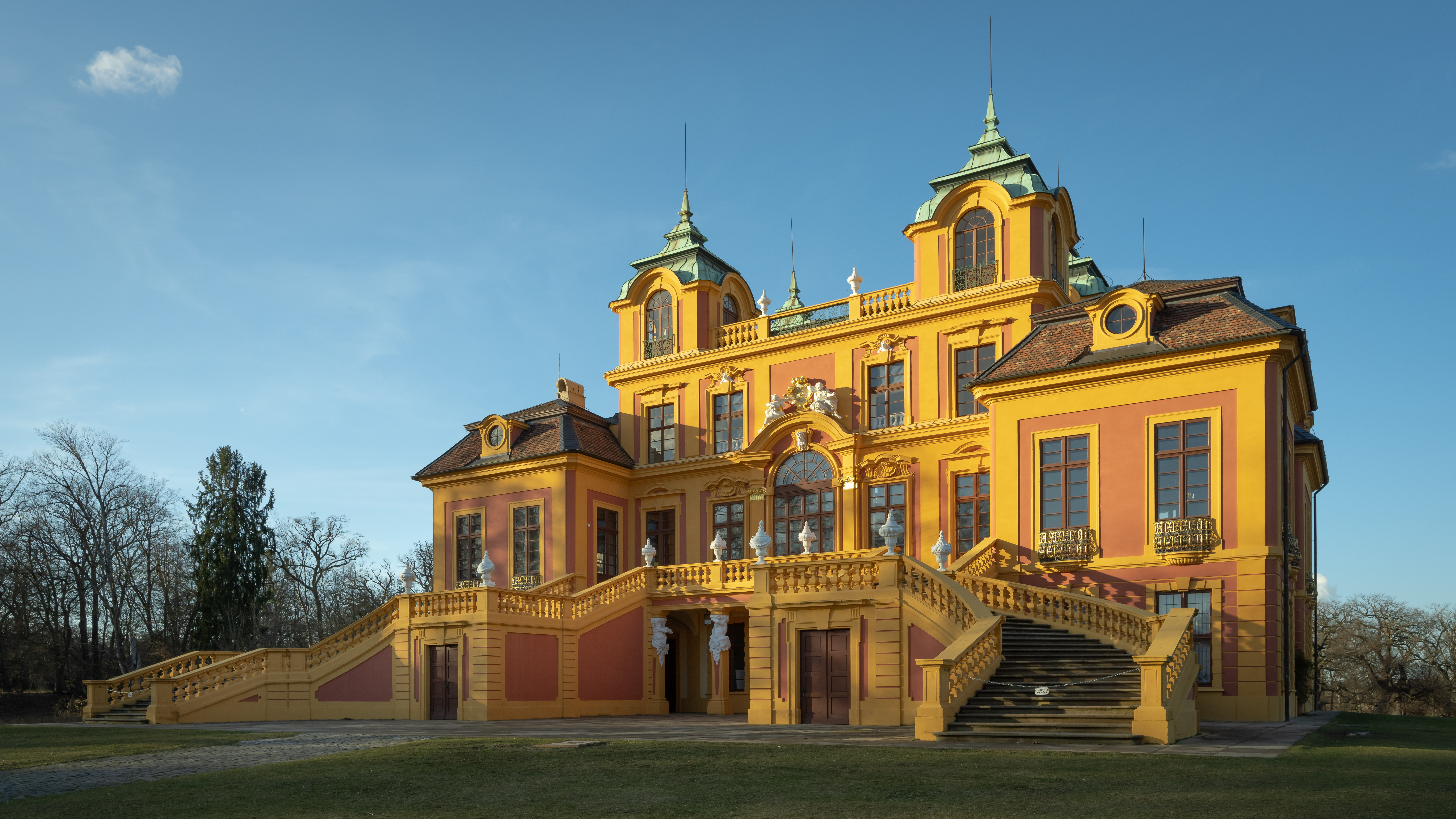
Schloss Favorite
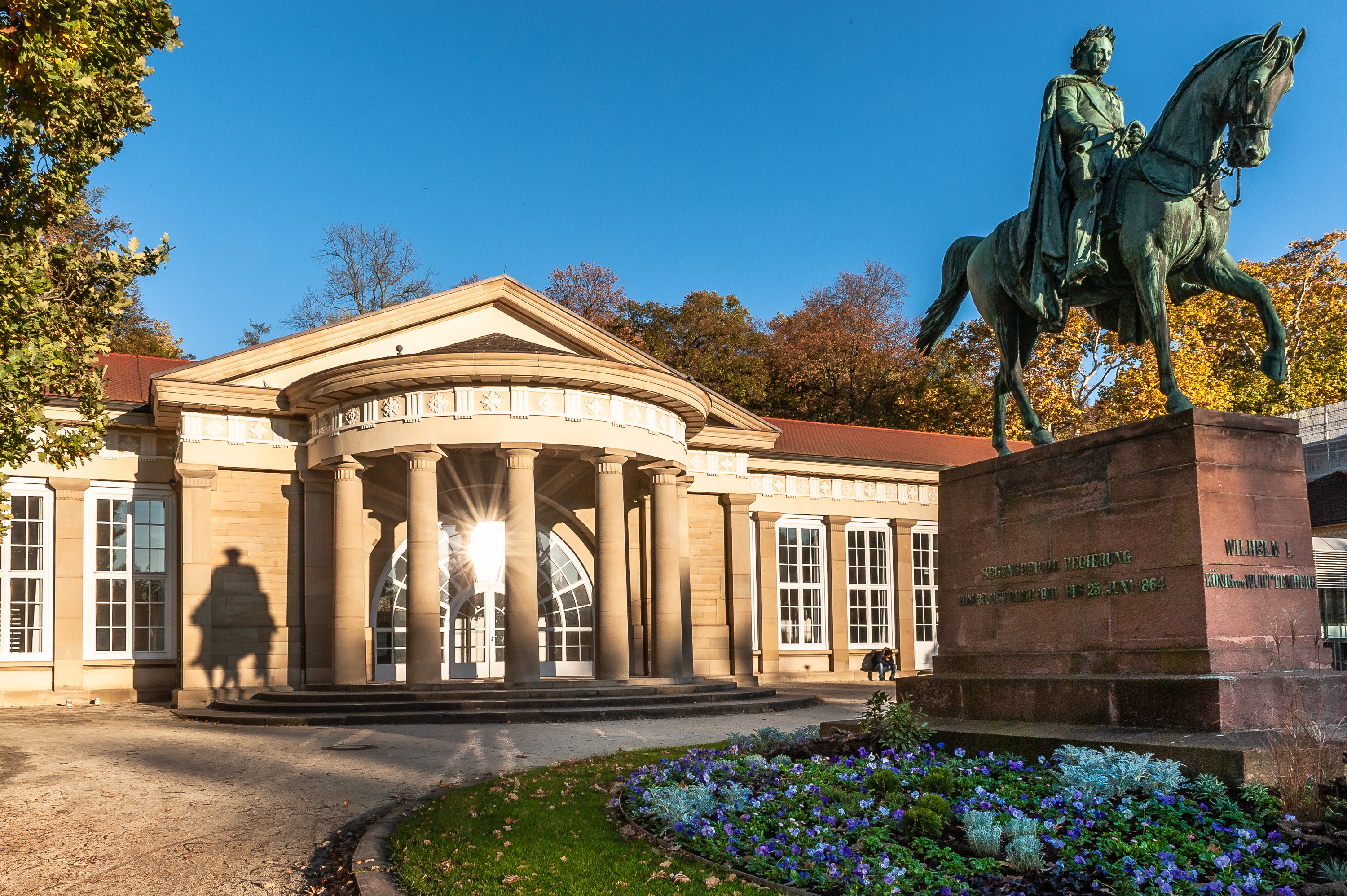
Kursaal Bad Cannstatt
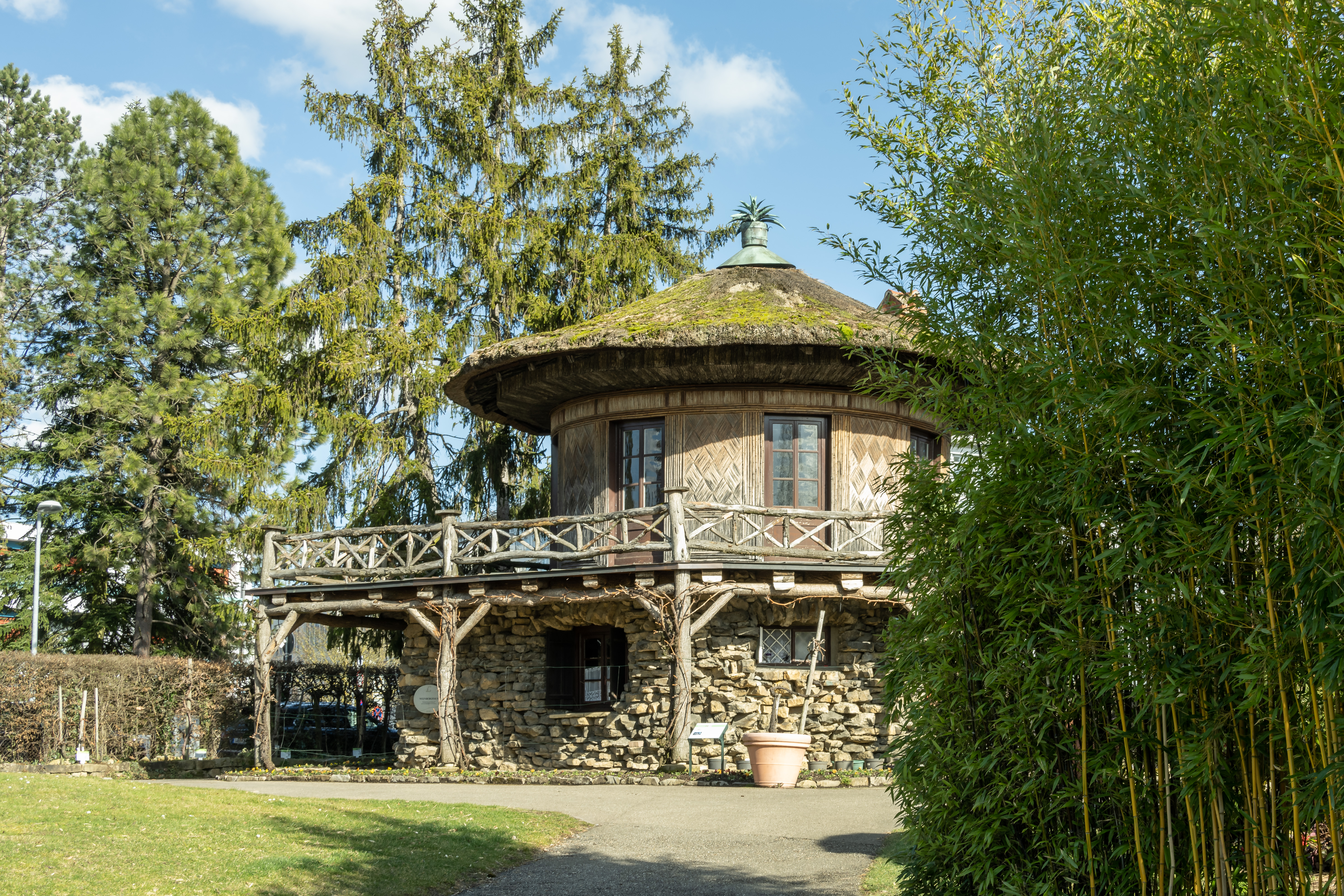
„Weinberghaus“ im Schlosspark Ludwigsburg